# Midila leonila
Midila leonila is een vlinder uit de familie van de grasmotten (Crambidae), uit de onderfamilie van de Midilinae. De wetenschappelijke naam van deze soort is voor het eerst gepubliceerd in 1985 door M.G. Lopez-Torres.
Deze soort komt voor in Mexico.